# Atlapetes fulviceps
Tico-tico-de-cabeça-fulva ou tico-tico-de-cabeça-ruiva (Atlapetes fulviceps) é uma espécie de ave da família Fringillidae.
Pode ser encontrada nos seguintes países: Argentina e Bolívia.
Os seus habitats naturais são: regiões subtropicais ou tropicais húmidas de alta altitude e florestas secundárias altamente degradadas.